# 多孔伯粉蝨
多孔伯粉蝨（学名：Bemisia porteri）为粉蝨科伯粉蝨屬下的一个种。